# Набережная Крюкова канала
Набережная Крю́кова канала — набережная в Санкт-Петербурге. Проходит от площади Труда до набережной реки Фонтанки. Набережная проходит по обеим сторонам канала: по нечётной стороне от набережной реки Мойки до набережной реки Фонтанки, по чётной — от площади Труда до набережной реки Мойки, от набережной реки Мойки до улицы Декабристов, от Театральной площади до проспекта Римского-Корсакова, от Садовой улицы до набережной реки Фонтанки.

## История
С 1794 по 1822 год — Никольская Набережная улица. Проходила от набережной реки Мойки до набережной реки Фонтанки. Параллельно — Никольская набережная. Название дано по Никольскому каналу.
Современное название в современных границах известно с 1849 года.

## Достопримечательности
- Дом № 6-8 — дом М. Ф. Немковой, 1871—1874 гг. арх-р Е. П. Варгин. В 1877—1916 годах в здании жили композитор Э. Ф. Направник, в 1882—1908 гг. — композитор И. Ф. Стравинский, в 1946—1982 гг. — геолог Д. В. Наливкин.  7810044000
- Дом № 9 — дом Чешихина, первое здание конца XVIII века было надстроено в 1840—1841 гг. по проекту зодчего Ф. И. Руска[1].
- Дом № 10 — дом Д. Л. Животовского, конец XVIII — начало XIX века[1].
- Дом № 12 — манеж Половцовых, 1887 г., арх. М. Е. Месмахер[1].  7831230000
- Дом № 14 (проспект Римского-Корсакова, дом № 41) — доходный дом Роберта Георгиевича Веге (1912—1914 гг., архитектор С. О. Овсянников), наследника основателя Киновиевского Ультрамаринового завода[2]  7802439000.
- Дом № 15 — бывшая гимназия Императорского Человеколюбивого общества[1].  7831231000
- Дом № 19 — дом А. Ф. Эрке, кон. XVIII в., в 1836 году расширен и перестроен арх-м Ф. И. Руска[1].  7831232000
- Дом № 21 (Садовая улица, дом № 64) — Дом купца Никитина, сооружён в XIX веке, перестроен в 1882 году.  7802440000
- Дом № 23 — дом Марфы Фоминой, где неоднократно останавливался и умер полководец А. В. Суворов[1].  7810045000
- Дом № 27 — дом А. Н. Бебутовой, 1 четв. XIX в.  7831234000
- Мариинский театр (Театральная площадь, дом № 1)
- Вторая сцена Мариинского театра (улица Декабристов, дом № 34)
- Никольский морской собор

## Список разрушенных исторических зданий

### Дореволюционные годы
- Литовский замок — сожжён в дни Февральской революции

### 1920-е годы
- Литовский рынок. Построен архитектором Джакомо Кваренги в конце 1780-х годов (1787—1789). К началу XX века заброшен и использовался под склады и мастерские. Сгорел в 1920 году; руины разобраны через несколько лет, сохранившийся фрагмент стал жилым[3].

### Постсоветские годы
- Набережная Крюкова канала, дом № 5. Единственный сохранившийся фрагмент Литовского рынка (архитектор Джакомо Кваренги). Снесён в 2005 году. На месте сноса построена вторая сцена и технические помещения Мариинского театра. Тогда же в этом квартале был снесён памятник конструктивизма — Дом культуры имени Первой пятилетки, а также здание школы, построенное в стиле сталинского классицизма[4] архитектором Н. А. Троцким[5] и ряд других домов.